# Миксоспоридии
Миксоспоридии (лат. Myxosporea) — подкласс беспозвоночных из класса Myxozoa или класс из подтипа Myxozoa. Все представители — паразиты, на разных стадиях обладающие многоклеточным или плазмодиальным строением.

## Строение, образ жизни, родственные связи
Характеризуется слабо развитыми вегетативными формами, состоящими из 2 (редко 4 или 6) соматических и 2 пропагативных клеток, из которых в результате длительного процесса образуются сложные многоклеточные споры, состоящие из 3 створок, 3 полярных капсул, 1-3 клеток внутренней оболочки (эписпоры) и различного (от 1 до 128) числа амёбовидных зародышей. Образование спор происходит на диплоидной фазе жизненного цикла.
Класс насчитывает свыше 1 тыс. видов. Большинство представителей этого класса паразитирует в костистых рыбах, пресноводных и морских, гораздо меньшее число видов — в других рыбах и позвоночных. Многие являются возбудителями заболеваний, вызывающих массовую гибель рыбы в естественных водоёмах, особенно при искусственном разведении. Кроме того Myxosporea могут существенно ухудшать качество рыбной продукции, делая её непригодной для использования в пищу.

## История открытия и изучения
Myxosporea были открыты в начале XIX века. Первое упоминание о них имеется в работе Жюрина. Он обнаружил цисты в мышцах сига из Женевского озера. Жюрин обратил внимание на то, что внутри цисты имеется жидкость, напоминающая по цвету сливки, и не согласился с предположением местных рыбаков, что эти цисты возникли в результате заболевания рыбы оспой.
Таким образом, Жюрин, не заметив спор Myxosporea и не поняв, с чем имеет дело, всё же первый описал заболевание, вызываемое этими организмами.
Первое правильное научное представление о Myxosporea дал Бючли (Bütschli). Он предложил название «миксоспоридии», дал правильное описание жизненного цикла.
В России изучение Myxosporea несколько запоздало. Впервые упоминает о них Н. О. Колесников, который обнаружил Henneguya в мышцах сига.
В начале 30-х гг. В. А. Догелем была организована первая в России лаборатория болезней рыб. В ней были начаты широкомасштабные исследования паразитов рыб, в том числе и Myxosporea. В 1932 г. Догель опубликовал первый определитель миксоспоридий на русском языке.

## Характеристика
Вегетативные формы Myxosporea представляют собой многоядерные плазмодии, внутри которых свободно перемещаются амёбовидные генеративные клетки. Размеры плазмодиев — от 17 мкм до нескольких сантиметров. Количество вегетативных ядер — от одного до нескольких миллионов. В этих же пределах изменяется количество генеративных клеток.
Бесполое вегетативное размножение плазмодиев осуществляется путём плазмотомии или почкования.
Вегетативные ядра выполняют трофическую функцию. Они не способны выделять собственную цитоплазму. В отличие от них, генеративные ядра обладают способностью к целлюляризации: при возникновении они дифференцируют собственную цитоплазму, в результате чего внутри плазмодия возникает генеративная клетка.
Генеративные клетки после нескольких этапов деления превращаются в споробласты. Из споробластов путём нескольких делений возникают гаплоидные многоклеточные споры, которые состоят из 2-6 створок, 1-6 полярных капсул со стрекательными нитями и 1 амёбовидного зародыша. Благодаря спорам обеспечивается передача амёбовидного зародыша через внешнюю среду. При заглатывании споры рыбой он попадает в кишечник и прикрепляется к нему в нужном месте с помощью экструзии стрекательных нитей. После раскрытия створок зародыш проникает к месту паразитирования, где со временем образуется вегетативная форма.
Основное назначение спор — обеспечение попадания амёбовидного зародыша в нового хозяина и защита его от вредного воздействия внешней среды. Именно этим определяются строение и форма спор и их многочисленные адаптации.

## Паразиты Myxosporea
Myxosporea, будучи паразитическими организмами, могут в свою очередь стать хозяевами паразитов. Первое описание случая паразитизма в миксоспоридиях имеется у Лаверана. Он наблюдал одновременно заражение печени, почек, селезёнки и стенки кишечника пескаря Myxobolus oviformis и кокцидиями. При этом часть кокцидий локализовалась не только в клетках органов рыбы, но и в цистах миксоспоридий. Заражённые цисты Myxosporea обычно не содержали своих спор, что говорит о нарушении гиперпаразитом нормального развития этих организмов.
Позднее учёными были обнаружены облигатные паразиты Myxosporea: микроспоридии Nosema marionis и Nosema notabilis, лейшмания Leishmania esocis и др.
Небольшое число обнаруженных случаев облигатного паразитизма у Myxosporea и сильная патогенность большинства гиперпаразитов свидетельствуют об относительной молодости данного явления.